# Helianthemum squamatum
Helianthemum squamatum là một loài thực vật có hoa trong họ Nham mân khôi. Loài này được (L.) Dum. Cours. mô tả khoa học đầu tiên năm 1802.